# Sagan (saga)
Sagan (tyska: Das Märchen) är en konstsaga från 1795 av den tyske författaren Johann Wolfgang von Goethe. Handlingen är präglad av esoterisk symbolik och kretsar kring en flod som flera figurer försöker korsa. Berättelsen utkom på svenska 1941 som Sagan om den gröna ormen och den sköna liljan, i översättning av Thorborg Claesson. År 2011 utkom en nyöversättning av Hans Blomqvist och Erik Ågren.
Sagan var förlaga till Giselher Klebes opera Das Märchen von der schönen Lilie från 1969.